# Brehmstraße (Düsseldorf)
Die Brehmstraße ist eine vielbefahrene Hauptverkehrsader und wichtige Nord-Süd-Achse Düsseldorfs.

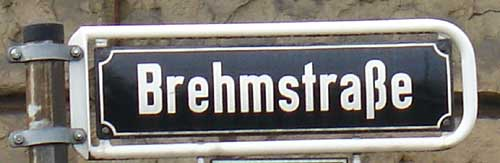
Brehmstraße

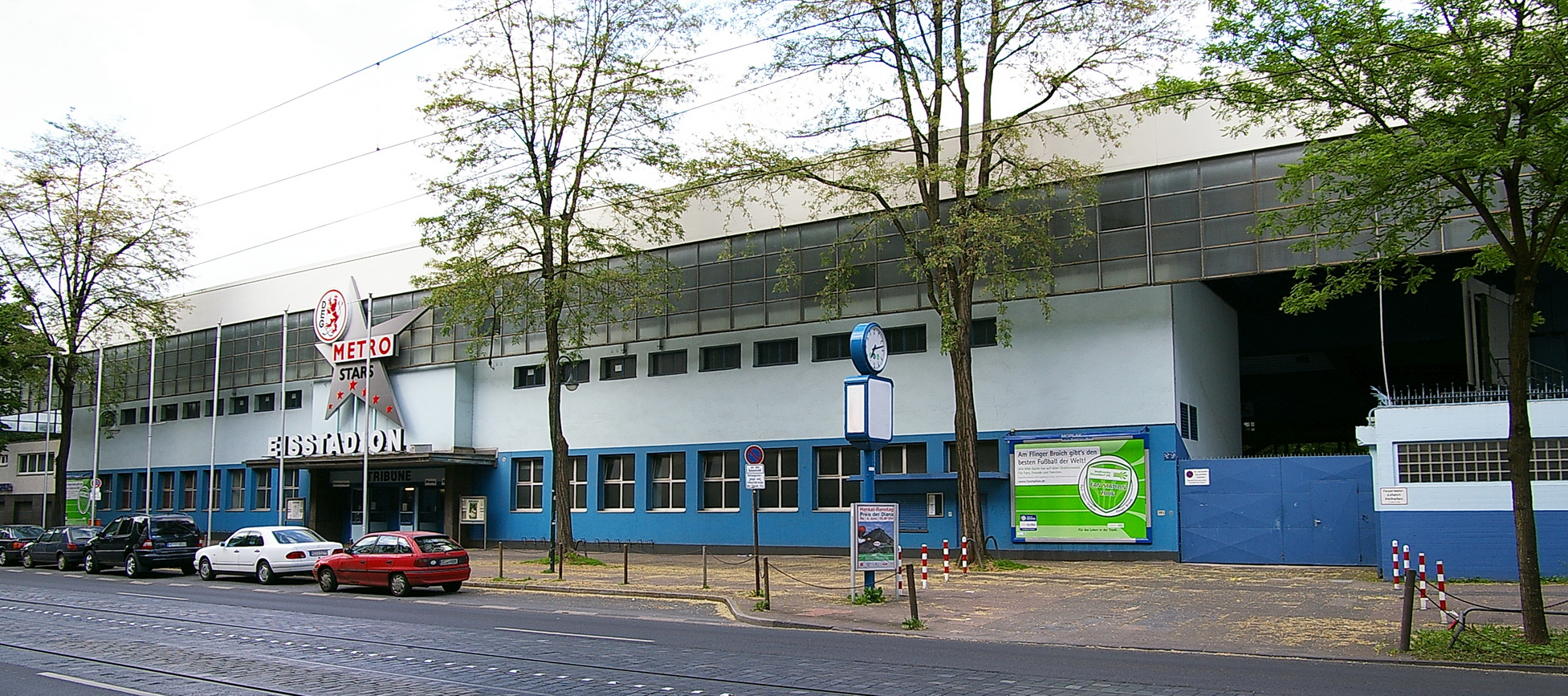
Eisstadion der Düsseldorfer EG mit dem alten Logo der DEG METRO STARS

Überregional ist sie nach der Königsallee eine der bekanntesten Straßen Düsseldorfs. Sie ist vor allem durch das dort anliegende Eisstadion an der Brehmstraße, von 1935 bis 2006 Spielstätte des populären und traditionsreichen Eishockeyvereins Düsseldorfer EG ein Begriff, in dem auch Spiele der Eishockey-Weltmeisterschaften 1955, 1975 und 1983 stattfanden.
Die Straße befindet sich im traditionell wohlhabenden Stadtteil Düsseltal (oftmals auch als Düsseldorf-Zoo oder das Zooviertel bezeichnet). Die Brehmstraße beginnt im Norden am so genannten Mörsenbroicher Ei, einer sternförmigen Kreuzung mehrerer vielbefahrener Straßen und der Autobahn A 52, und endet im Süden am Brehmplatz, einem weiteren Verkehrsknotenpunkt. Hierbei führt sie am Zoopark vorbei, wo sich von 1876 bis 1943 auch der Zoologische Garten Düsseldorf befand, der nach der Zerstörung in den Bombennächten des Zweiten Weltkrieges jedoch nicht wieder errichtet wurde. Bis 1987 befanden sich jedoch das Löbbecke-Museum und das dazugehörige Aquarium in einem, dem Zoopark gegenüberliegenden ehemaligen Luftschutzbunker, bis diese in einen Neubau in den Düsseldorfer Nordpark umzogen.
Die Straße wurde nach dem bekannten Zoologen und Tierschriftsteller Alfred Brehm (Brehms Tierleben) benannt, einem der Hauptinitiatoren des Düsseldorfer Tierparks.